# Jacques Pech
Pas d'image ? Cliquez ici

a Compétitions nationales et continentales officielles uniquement.

b Matchs officiels uniquement.
Jacques Pech, né le 1er juillet 1965, est un joueur, entraîneur et dirigeant de rugby à XIII français.
Il évolue au cours de sa carrière à Pia, Saint-Estève, Paris SG et Limoux. Ses prestations en club l'amènent à être sélectionné en équipe de France entre 1992 et 1997 prenant part à la Coupe du monde en 1992.

## Biographie
Il occupait le poste de troisième ligne et fit les beaux jours du S.M. Pia.
Durant l'année 1996, Jacques Pech évolua en Super League au sein de l'effectif professionnel du PSG.
Il porta également le maillot de Saint-Estève XIII puis du Fenouillèdes XIII en fin de carrière où il officia en tant qu'entraîneur-joueur. Il est coprésident du XIII Limouxin.

## Palmarès
- Collectif :
  - Vainqueur du Championnat de France : 1995 (Pia)[2] et 1998 (Saint-Estève).
  - Vainqueur de la Coupe de France : 1998 (Saint-Estève).
  - Finaliste du Championnat de France : 1994 (Pia)[2].
  - Finaliste de la Coupe de France : 1995 et 2001 (Limoux)[3].